# Cold Stream (Buffalo)
El Cold Stream és un riu que desemboca a Volksrust al nord-oest de KwaZulu-Natal, Sud-àfrica. El riu desemboca al riu Buffalo i que més tard s'uneix al riu Tugela.